# Lípa srdčitá u kostela na Zdouni
Lípa srdčitá u kostela na Zdouni je památný strom v osadě Zdouň na západ od Hrádku u Sušice. Lípa malolistá (Tilia cordata Mill.) roste v těsné blízkosti zdi hřbitova. Její stáří je odhadováno na 230 let, výška stromu je 26 m, šířka koruny je 17 m, obvod kmene 423 cm (měřeno 2009 a 2012). Zdravotní stav je výborný, kmen bez poškození, koruna neprosychá. Strom je chráněn od 30. listopadu 2005 jako krajinná dominanta, součást kulturní památky.

## Památné stromy v okolí
- Lípa velkolistá u kostela na Zdouni